# 豊川市一家5人殺傷事件
豊川市一家5人殺傷事件（とよかわしいっかごにんさっしょうじけん）とは、2010年4月17日に愛知県豊川市で、無職の男が自分の両親など一家5人を殺傷した事件である。

## 概要
2010年4月16日午前2時40分頃、豊川市伊奈町前山に住む58歳の男性宅で、長男（当時30歳）が父親（当時58歳）と三男夫婦の長女（当時1歳）を殺害し、また母親（当時58歳）と三男（当時22歳）と三男の内縁の妻（当時27歳）に怪我を負わせ、自室の布団に火をつけて家を半焼させた。長男はその後、近所の葬儀場の敷地で現行犯逮捕された。

## 背景
長男は中学校を卒業後、製菓工場に勤めるも1年ほどで退職。以後は職に就かず、十数年の間引きこもりの状態で、インターネットオークションで200万 - 300万円の借金を抱えていた。借金が原因でインターネットを解約されたことに激怒し一家を殺傷したのち、自宅の布団に火をつけた。事件前には借金に関する通報や相談が計9回も及んでいた。
2010年5月7日、長男は自宅への現住建造物等放火の容疑で再逮捕された。また、名古屋地検豊橋支部は長男の精神鑑定を実施し、責任能力を問えると判断した。

## 裁判
2011年11月24日、名古屋地裁岡崎支部（久保豊裁判長）で裁判員裁判の初公判が開かれ、長男は「よく覚えていない。（殺意については）分からない」と起訴事実を一部否認した。弁護側は「責任能力は限定的で、心神耗弱状態だった」と傷害致死罪にとどまると主張、責任能力と殺意の有無を争う姿勢を示した。なお、精神鑑定では長男に中程度の知的障害と自閉症があるという鑑定結果が出された。
2011年11月25日、三男夫婦が証人として出廷し、「かけがえのない娘の命を奪われた。遺体の苦しそうな顔が忘れられない」などと述べて長男に対して死刑を求めた。
2011年11月30日、論告求刑公判が開かれ、検察側は無期懲役を求刑。論告では動機を「欲求を満たす唯一のインターネットが切断され怒りが爆発した」とし、犯行状況から全員に対する殺意が認められ、刑事責任能力もあったとしたうえで、「極めて凶暴で残忍な犯行」と指摘。その上で反省の言葉を口にしていることや知的障害があることを理由に「死刑までは求められない」とし、無期懲役が相当と説明した。
弁護側は最終弁論で、被告が自閉性障害と知的障害を抱えていたことを強調。「心神耗弱状態で、責任能力は限定的。殺意はなかった」と改めて傷害致死罪を主張し、裁判が結審した。
2011年12月7日、名古屋地裁岡崎支部（久保豊裁判長）で判決公判が開かれ、懲役30年の判決が言い渡された。判決では、争点となった刑事責任能力に関しては長男が家族の通報や逃走を阻止した点に触れ、「相手の行動を把握して状況判断ができていた」と判断。その上で犯行後に凶器を捨てたり、血が付いた上着を裏返して着たりした行動は「犯行の意味を理解しており、責任能力があった」として長男の責任能力を認めた。殺意の有無については5人の首などを多数回刺したことから「死亡させる危険性が高いと分かって犯行に及んでいた」と殺意を認定した。
犯行動機については借金の発覚など家族とのトラブルが積み重なり、インターネットの切断をきっかけに激しい怒りを覚えたという経緯を挙げ「障害の間接的な影響は認められるものの、動機自体は理解できる」と認定した。
以上を踏まえて量刑については「凶暴で残虐な犯行で結果は重大」とした上で、自閉性障害の影響や反省の態度を示していることを理由に「有期刑の上限である懲役30年が適切」と結論付けた。
2012年8月6日、名古屋高裁（柴田秀樹裁判長）は一審・名古屋地裁岡崎支部の懲役30年とした判決を支持、被告側の控訴を棄却した。被告側は殺意はなく、一審の量刑は重すぎるとして懲役20年を下回る判決を求めていたが、名古屋高裁は「裁判員や裁判官が評議した一審判決に不合理な点はない」として一審の判断を追認した。
2012年11月19日、最高裁第二小法廷（小貫芳信裁判長）は被告側の上告を棄却した。懲役30年とした一、二審判決が確定した。